# Североисточна Енглеска
Североисточна Енглеска (енгл. North East England) једна је од девет регија Енглеске. Грофовије које се налазе у њој су: Дарам и Нортамберланд.